# Micrevania albicoxa
Micrevania albicoxa är en stekelart som först beskrevs av Schulthess 1918.  Micrevania albicoxa ingår i släktet Micrevania och familjen hungersteklar. Inga underarter finns listade i Catalogue of Life.